# Енджі Ірма Кохон
Енджі Ірма Кохон (уроджена Рейнхарт, народилася у вересні 1890, Портленд, штат Орегон, померла 1991) — єврейська письменниця та педагог, відома своєю основоположною книгою «Вступ до єврейської музики у восьми ілюстрованих лекціях».

## Молодість і освіта
Кохон народився в сім'ї Дж. Ф. і Амелії (Маркс) Рейнхарт у 1890 році. Він жив у Портленді, штат Орегон, поки в 19 років не переїхав до Огайо, щоб відвідати Hebrew Union College. Вона перевелася до Університету Цинциннаті, здобувши ступінь бакалавра в 1912 році.
12 червня того ж року, коли вона закінчила навчання, Кохон вийшла заміж за рабина Самуеля С. Когона. У них був один син, Барух Йосип.

## Твори і спадщина
Когон писав вірші. Одна з її ранніх книг, "Короткий єврейський ритуал ", була опублікована видавництвом «Жінки Міцпи» в 1921 році.
Однак найпомітнішим був внесок Когона в єврейську музику англійською мовою. Національна рада з питань єврейських жінок опублікувала Вступ до єврейської музики у восьми ілюстрованих лекціях, а друге видання вийшло в 1923 році. Ця праця стала основою для музикознавства Ради протягом майже 30 років.
Вона співпрацювала з іншим учасником цієї галузі, А. З. Ідельсоном, над «Святами врожаю, святкуванням дитячого суккоту».
В Американському єврейському архіві в Цинциннаті зберігаються папери Когона та музичні рукописи.
Нагорода Меморіального фонду рабина Самуеля С. та А. Ірми Кохон, названа на честь Кохон та її чоловіка, «вшановує людей за видатні послуги всьому єврейському народу у сферах порятунку, єдності, освіти або творчого мистецтва». Син Ірми обіймав посаду головного фінансового директора, тоді як її онук обіймав посаду президента Меморіального фонду Кохона.